# My Love from the Star
My Love from the Star är en sydkoreansk TV-serie som sändes på SBS, med Kim Soo-hyun och Jun Ji-hyun  i de ledande rollerna.

## Rollista (i urval)
- Kim Soo-hyun som Do Min-joon
- Jun Ji-hyun som Cheon Song-yi
- Park Hae-jin som Lee Hwi-kyung
- Yoo In-na som Yoo Se-mi